# Gimena Blanco
Gimena Maria Blanco (Mendoza, 5 dicembre 1987) è una giocatrice di calcio a 5 e calciatrice argentina, universale dello Spartak.
Nella disciplina del calcio a 5 ha conquistato quattro titoli italiani, due Coppe Italia e una Supercoppa italiana.

## Palmarès

### Calcio

#### Nazionale
- Campionato sudamericano femminile: 1

Argentina 2006

### Calcio a 5

#### Club
- Campionato italiano: 1

Lazio: 2013-2014
- Coppa Italia: 1

Lazio: 2013-2014